# RIN (新井英樹)
『RIN』（リン）は、新井英樹による、ボクシングを題材とした漫画。『SUGAR』の続編にあたる。
『週刊ヤングマガジン』にて2005年46号から2006年1号まで掲載、その後『別冊ヤングマガジン』で2006年16号から2008年30号まで掲載された。単行本は講談社から全4巻が刊行されている。

## あらすじ
前作『SUGAR』でプロボクサーとなった石川凛は、凄まじいまでの才能を見せつけ、世界王者の座を奪取した。しかし、世界戦直後の生放送TV番組の収録中に、世界ライト級王者である立石譲司を殴り、失神させてしまう。凛と譲司の因縁が始まり、ついにリング上で決着をつけることとなる。

## 登場人物

### 石川家の人物
石川凛（いしかわ りん）
北海道芦平出身で高校を中退し上京。なお、その直前にアマチュアボクシング経験者で現在ニューハーフである佐伯剛史に出会い、その才能を見出され、ボクサーへの道を歩み始める。プロ第1戦でこそ油断から1ラウンド4秒KO負けというKO最短記録を更新する敗北を喫するが、その後は13戦連続KO勝ちでWBCスーパーフェザー級世界王者を奪う。試合中のパフォーマンスや、取材陣に対してのふざけた対応等から、いい加減な性格と取られがちだが、16歳まで8年間皆勤で新聞配達を行ったり、ジムの練習を休まない、兼業である板場の仕事を真面目にこなすなど、基本的には自分の関わることには真摯に向き合っている。前作までは童貞であり、シモネタが唯一の弱点であったが、本作中で失恋〜最悪の初体験〜風俗通いと、経験を重ね周囲が困惑するほど、そちら方面の経験を積み克服している。
石川菊乃（いしかわ きくの）
凛の母親。「心を込めた嘘は真実に勝る」を信条に、凛を育て上げた。天海の板長とは叔父・姪の関係。

### 友人
相馬千代（そうま ちよ）
北海道芦平出身で凛の幼馴染。上京して大学に通いながら、喫茶店でアルバイトをしている。上京後も凛とはたびたび会っていたようだが、「天才」がゆえに周囲と距離を置きはじめた凛に付いて行けなくなり、凛の告白を拒否し、喫茶店の常連客で千代に想いを寄せていた男性と付き合うようになる。

### 中尾ジムの人物
中尾重光（なかお しげみつ）
元WBCジュニア・ウェルター級世界王者で中尾ボクシングジム会長。凛が憧れるほどの才能の持ち主で、24戦24勝と無敗のまま現役生活を終えた。前作同様、活躍しまくる凛に嫉妬する「元・天才」。セコンドから凛へ対する嫌がらせや野次を飛ばすこともしばしば。
桜井大輔（さくらい だいすけ）
中尾ボクシングジム所属のプロボクサーで元フェザー級日本王者。能代出身。質朴さが売り。前作で王者となっているが、今作では王者の座から陥落している。
関根（せきね）
中尾ボクシングジム所属のトレーナーだが、実質的には管理者。練習生からの厚い信頼を受ける。
浦辺（うらべ）
凛に憧れてジム内に併設された寮へ住み込んでいる練習生。他の住み込み練習生が凛の精神的嫌がらせによって続々と退去する中、唯一寮に残っていた。罰ゲームと称してダッチワイフを目隠しされたまま背負って街中へ出たり、中尾・凛に素人をナンパして来いなどの無茶な命令を受け、良い玩具にされている。

### 杉浦ジムの人物
立石譲司（たていし じょうじ）
元極道の現役WBC世界ライト級王者。凛による殴打事件、また度重なる暴言により、凛にタイトルマッチを申し込む。事実上、今作の凛のライバルとして終始描かれている。
杉浦（すぎうら）
立石の所属する杉浦ジムの会長。立石と凛のマッチメイクについて、必ずしも立石が有利でないことを知りながら、立石の意を汲んでこれを承諾する。
ヤンキー落合（ヤンキーおちあい）
ウェルター級のボクサー。関根いわく「この業界で知らない者はいない」らしい実力者らしいが、生放送中のアクシデントについてジムに謝罪に訪れた凛のふざけた対応に憤慨し殴りかかるも、逆に呆気なく凛に一撃をもらってしまう。この現場を立石と杉村会長に目撃されたことで、凛と立石の関係は修復不可能となり、マッチメイクの話が進む要因の1つとなる。

### 天海の人物
店長（てんちょう）
天海の店長。凛の性格を一目で見抜き、天海への就職を一旦は取り消すが、石川菊乃の助言もあり採用した。本作では試合会場で谷と共に数回登場するのみ。
板長（いたちょう）
「天海」料理場の板長で、凛の母の叔父。昔気質の人間で、叱咤しながらも凛を面倒見る。
谷（たに）
「天海」の従業員で、初対面から凛の世話役になる。現実では控えめだが、インターネットの掲示板上では独裁者を演じる。生放送中に立石をKOした事件の後、対応に追われる関根に代わり凛の相手を頼まれる。前作でもその指向はあったようだが、さらにロリコン方面への傾倒が進んでいると思わせる描写がある。

### その他のボクサー
加治源太郎（かじ げんたろう）
暴走族元総長の前WBC世界ライト級王者。本作では主に元チャンピオンとして実況役でたびたび登場する。
ヨーサクレック・シンチャワンジム
元WBCスーパーフェザー級世界王者。12回王者防衛と偉大な戦績を誇ったが、凛に2RKO負けを喫し、敗戦後に引退を表明した。

### その他の登場人物
増岡雄三（ますおか ゆうぞう）
元世界8位のプロテニスプレイヤー。立石と交友がある。スポーツ番組の司会進行を務め、立石と凛を引き合わせたことにより、生放送中に自身が女子アナと付き合っていることを凛に暴露されたり、立石が生放送中に凛にKOされるなどのアクシデントを発生させる結果となった。
内海美奈子（うちうみ みなこ）
女子アナ。愛称は「ウチミー」。増岡雄三と共にスポーツ番組の司会進行を務める。この際に凛に増岡との交際を暴露された事などにより、凛とは険悪な関係となり、後に失恋に落ち込む凛を小馬鹿にしたりしている。
比嘉 克己（ひが かつき）
立石が少年院に入っていた頃に知り合った男。常に高笑いと軽妙な話術で要領よく立ち回る性格。後に立石を巻き込んで暴力団へ入るが、兄貴分の女や組の商品に手を出し、立石の目の前で惨殺されてしまう。このことが立石にとっては大きなトラウマとなっており、作中の常にヘラヘラしている凛と、比嘉のイメージが被り、それを克服しようとあがくことになる。
春菜（はるな）
立石の婚約者。出産を控えている身。よきパートナーとして立石を支えるが、次第に自分を追い詰めていく立石に距離を置かれ、凛との試合では応援にかけつけるも、立石によって追い返されてしまっている。

## 単行本
新井秀樹『RIN』 講談社ヤンマガKC
1. 2006年6月6日発行 ISBN 978-4-06-361428-2
2. 2007年4月6日発行 ISBN 978-4-06-361546-3
3. 2008年4月26日発行ISBN 978-4-06-361663-7
4. 2009年1月6日発行 ISBN 978-4-06-361748-1